# Huntsman Tramway
| Huntsman Tramway                                                                     | Huntsman Tramway       |
| ------------------------------------------------------------------------------------ | ---------------------- |
| Von Russell Allport & Co umgebauter International-Lastwagen auf der Huntsman tramway |                        |
| Holzrücken mit Ochsengespann                                                         |                        |
| Streckenlänge:                                                                       | Mehr als 1 km          |
| Spurweite:                                                                           | 1600 mm (Irische Spur) |
|                                                                                      |                        |

Die Huntsman Tramway war eine mehr als einen Kilometer lange Waldbahn mit hölzernen Schienen südlich von Deloraine in Tasmanien.

## Geschichte
James Cruikshank Cumming aus Wynyard, ein Händler landwirtschaftlicher Produkte, errichtete 1918 ein Sägewerk auf der linken Seite der Huntsman Road, kurz bevor diese den Meander River überquert. In Partnerschaft mit seinem Bruder Louis gründete er 1920 die Cumming Brothers Pty Ltd, die vierzig Jahre lang Holz sägte, bis sie 1960 an die A.P.P.M. Ltd verkauft wurde, die das Sägwerk daraufhin bis in die frühen 1980er Jahre betrieb.
Das Huntsman-Sägewerk war eines der größten Sägewerke in der Gegend. Es beschäftigte knapp 20 Männer. Drei davon schlugen die Bäume mit der Axt, woraufhin ein Ochsentreiber diese mit Zugochsen zur Waldbahn rückten. Dort wurden sie auf die anfangs von Pferden gezogene Waldbahn verladen und zum Sägewerk gebracht. Später wurde auf der Waldbahn ein von Russell Allport umgebauter International-Lastwagen eingesetzt.
Um 1936 beschaffte sich das Huntsman-Sägewerk eine Benzinwinde mit über zwei Kilometer langen Seilen für den Holztransport. Sie bewährte sich aufgrund der aufwendigen und gefährlichen Bedienung aber nicht, so dass ab 1939 Raupenschlepper zum Holzrücken eingesetzt wurden.
Das Schnittholz wurde bis 1940 per Pferdewagen nach Deloraine befördert, von wo aus es mit der Eisenbahn nach Launceston transportiert wurde. Von dort wurde auf das australische Festland verschifft oder über Devonport vermarktet.